# Ixora filipes
Ixora filipes är en måreväxtart som beskrevs av Theodoric Valeton. Ixora filipes ingår i släktet Ixora och familjen måreväxter. Inga underarter finns listade i Catalogue of Life.